# Llista de construccions castelleres
Hi ha una gran llista de construccions castelleres i a mesura que s'avança a la història les colles segueixen "inventant" noves construccions, normalment modificant les estructures bàsiques de dos, tres, quatre i cinc, a més d'anar augmentant la quantitat de pisos o extraient les manilles o els folres en les construccions bàsiques.
Les dades de primers castells carregats i descarregats corresponen a l'època moderna del món casteller, és a dir, a partir del segle xx.

## Castells de sis
| Nom                     | Estructura          | Pisos d'alçada | Tècnica          | Imatge                                                 |
| ----------------------- | ------------------- | -------------- | ---------------- | ------------------------------------------------------ |
| 4 de 6                  | Quatre              | 6              | Normal           | 4 de 6 dels Castellers de Rubí                         |
| 3 de 6                  | Tres                | 6              | Normal           | 3 de 6 dels Ganàpies de la UAB                         |
| 3 de 6 amb l'agulla     | Tres amb l'agulla   | 6              | Normal           | 3 de 6 amb l'agulla dels Margeners de Guissona         |
| 4 de 6 amb l'agulla     | Quatre amb l'agulla | 6              | Normal           | 4 de 6 amb l'agulla de la Colla Castellera de Figueres |
| 5 de 6                  | Cinc                | 6              | Normal           | 5 de 6 dels Margeners de Guissona                      |
| 7 de 6                  | Set                 | 6              | Normal           | 7 de 6 dels Matossers de Molins de Rei                 |
| 7 de 6 amb agulles      | Set amb agulles     | 6              | Normal           |                                                        |
| 3 de 6 aixecat per sota | Tres                | 6              | Aixecat per sota |                                                        |
| 5 de 6 amb l'agulla     | Cinc amb l'agulla   | 7              | Normal           |                                                        |
| 9 de 6                  | Nou                 | 7              | Normal           |                                                        |
| 2 de 6                  | Dos (o torre)       | 7              | Normal           | 2 de 6 dels Castellers de Caldes de Montbui            |
| 2 de 6 aixecat per sota | Dos (o torre)       | 6              | Aixecat per sota |                                                        |
| 6 de 6                  | Sis                 | 6              | Normal           |                                                        |

## Castells de set
| Nom                     | Estructura          | Pisos d'alçada | Tècnica          | Imatge |
| ----------------------- | ------------------- | -------------- | ---------------- | --- |
| 4 de 7                  | Quatre              | 7              | Normal           | 4 de 7 dels Castellers de Mallorca a la jornada castellera de les Festes de Maig del 2007 a Badalona        |
| 3 de 7                  | Tres                | 7              | Normal           | 3 de 7 de la Colla Jove de l'Hospitalet                                                                     |
| 3 de 7 amb l'agulla     | Tres amb l'agulla   | 7              | Normal           | 3 de 7 amb l'agulla de la Colla Jove de l'Hospitalet al VIII Concurs de castells Vila de Torredembarra      |
| 4 de 7 amb l'agulla     | Quatre amb l'agulla | 7              | Normal           | 4 de 7 amb l'agulla dels Castellers de Badalona al VIII Concurs de castells Vila de Torredembarra           |
| 5 de 7                  | Cinc                | 7              | Normal           | 5 de 7 dels Castellers de Sabadell                                                                          |
| 7 de 7                  | Set                 | 7              | Normal           | 7 de 7 dels Castellers de la Vila de Gràcia a Molins de Rei                                                 |
| 4 de 7 aixecat per sota | Quatre              | 7              | Aixecat per sota | |
| 3 de 7 aixecat per sota | Tres                | 7              | Aixecat per sota | 3 de 7 aixecat per sota pels Castellers d'Esplugues                                                         |
| 5 de 7 amb l'agulla     | Cinc amb l'agulla   | 7              | Normal           | |
| 9 de 7                  | Nou                 | 7              | Normal           | 9 de 7 de la Colla Vella dels Xiquets de Valls durant les festes de la Vila de Gràcia (17 d'agost del 2008) |
| 12 de 7                 | Dotze               | 7              | Normal           | |
| 2 de 7                  | Dos (o torre)       | 7              | Normal           | 2 de 7 dels Castellers de Sant Cugat les festes majors de Sant Pere (27 de juny del 2010)                   |
| 6 de 7                  | Sis                 | 7              | Normal           | |

## Castells de vuit
| Nom                     | Estructura          | Pisos d'alçada | Tècnica          | Primera colla en carregar-lo | Data i plaça del primer carregat                                             | Primera colla en descarregar-lo | Data i plaça del primer descarregat                                          | Puntuació carregat | Puntuació descarregat | Imatge |
| ----------------------- | ------------------- | -------------- | ---------------- | ---------------------------- | ---------------------------------------------------------------------------- | ------------------------------- | ---------------------------------------------------------------------------- | ------------------ | --------------------- | --- |
| 4 de 8                  | 4                   | 8              | normal           | —                            | —                                                                            | —                               | —                                                                            | 550                | 635                   | 4 de 8 dels Arreplegats de la Zona Universitària (8 de maig del 2009)                                                 |
| Pilar de 6              | 1                   | 6              | normal           | —                            | —                                                                            | —                               | —                                                                            | 580                | 665                   | Pilar de 6 dels Castellers de Barcelona (12 d'octubre del 2008)                                                       |
| 3 de 8                  | 3                   | 8              | normal           | —                            | —                                                                            | —                               | —                                                                            | 610                | 700                   | 3 de 8 dels Minyons de Terrassa (20 d'agost del 2006)                                                                 |
| 7 de 8                  | Set                 | 8              | normal           | Castellers de Vilafranca     | 15 de maig del 2011, Fires de Maig, Plaça de la Vila, Vilafranca del Penedès | Castellers de Vilafranca        | 15 de maig del 2011, Fires de Maig, Plaça de la Vila, Vilafranca del Penedès | 760                | 875                   | Primer 7 de 8 descarregat a la història pels Castellers de Vilafranca el 15 de maig del 2011 a Vilafranca del Penedès |
| 2 de 8 amb folre        | 2                   | 8              | normal           | —                            | —                                                                            | —                               | —                                                                            | 800                | 920                   | 2 de 8 de la Colla Vella dels Xiquets de Valls (16 de juny del 2007)                                                  |
| Pilar de 7 amb folre    | 1                   | 7              | normal           | —                            | —                                                                            | —                               | —                                                                            | 835                | 960                   | Pilar de 7 amb folre dels Minyons de Terrassa                                                                         |
| 2 de 7 aixecat per sota | 2                   | 7              | Aixecat per sota | Castellers de Sants          | 16 de novembre de 2008                                                       | Castellers de Sants             | 16 de novembre de 2008                                                       | —                  | —                     | |
| 5 de 8                  | 5 (3+2)             | 8              | normal           | —                            | —                                                                            | —                               | —                                                                            | 880                | 1010                  | 5 de 8 dels Castellers de Barcelona (21 de setembre del 2003)                                                         |
| 4 de 8 amb l'agulla     | Quatre amb l'agulla | 8              | normal           | —                            | —                                                                            | —                               | —                                                                            | 965                | 1060                  | 4 de 8 amb l'agulla dels Castellers de Vilafranca (2 d'octubre del 2005)                                              |
| 3 de 8 amb l'agulla     | Tres amb l'agulla   | 8              | normal           | —                            | —                                                                            | —                               | —                                                                            | 1005               | 1100                  | 3 de 8 amb l'agulla dels Minyons de Terrassa (29 d'agost del 2010)                                                    |
| 5 de 8 amb l'agulla     | Cinc amb l'agulla   | 8              | Normal           | Castellers de Vilafranca     | 2009-10-3, Diada del Mercadal de Reus                                        | Castellers de Vilafranca        | 2009-10-3, Diada del Mercadal de Reus                                        | 1055               | 1165                  | |

## Castells de nou i gamma extra
| Nom                                      | Estructura          | Pisos d'alçada | Tècnica          | Primera colla en carregar-lo      | Data del primer carregat                                   | Plaça del primer carregat                | Primera colla en descarregar-lo   | Data del primer descarregat                                | Plaça del primer descarregat             | Imatge |
| ---------------------------------------- | ------------------- | -------------- | ---------------- | --------------------------------- | ---------------------------------------------------------- | ---------------------------------------- | --------------------------------- | ---------------------------------------------------------- | ---------------------------------------- | --- |
| 4 de 9 amb folre                         | Quatre              | 9              | Normal           | Colla Vella dels Xiquets de Valls | 1981/10/25, Diada de Santa Úrsula                          | Plaça del Blat, Valls                    | Colla Vella dels Xiquets de Valls | 1981/10/25, Diada de Santa Úrsula                          | Plaça del Blat, Valls                    | 4 de 9 amb folre de la Colla Vella dels Xiquets de Valls (25 d'octubre del 1981)                                                                |
| 3 de 9 amb folre                         | Tres                | 9              | Normal           | Colla Vella dels Xiquets de Valls | 1982/10/24, Diada de Santa Úrsula                          | Plaça del Blat, Valls                    | Colla Joves Xiquets de Valls      | 1986/10/26, Diada de Santa Úrsula                          | Plaça del Blat, Valls                    | 3 de 9 amb folre dels Capgrossos de Mataró (1 de novembre del 2005)                                                                             |
| 10 de 8                                  | Deu                 | 8              | Normal           | Castellers de Vilafranca          | 2019/10/27, Diada de la Colla Jove de Castellers de Sitges | Plaça del Cap de la Vila, Sitges         | Castellers de Vilafranca          | 2019/10/27, Diada de la Colla Jove de Castellers de Sitges | Plaça del Cap de la Vila, Sitges         | |
| 9 de 8                                   | Nou                 | 8              | Normal           | Colla Vella dels Xiquets de Valls | 2001/10/07, Diada del Mercadal                             | Plaça del Mercadal, Reus                 | Colla Vella dels Xiquets de Valls | 2001/10/07, Diada del Mercadal                             | Plaça del Mercadal, Reus                 | Primer 9 de 8 descarregat de la història, fet el 7 d'octubre del 2001 per la Colla Vella dels Xiquets de Valls en la diada del Mercadal de Reus |
| 3 de 8 aixecat per sota                  | Tres                | 8              | Aixecat per sota | Colla Vella dels Xiquets de Valls | 1999/11/07, Fira de Vila-rodona                            | Plaça dels Arbres, Vila-rodona           | Colla Vella dels Xiquets de Valls | 1999/11/07, Fira de Vila-rodona                            | Plaça dels Arbres, Vila-rodona           | 3 de 8 aixecat per sota de la Colla Vella dels Xiquets de Valls (7 de novembre del 1999)                                                        |
| 2 de 9 amb folre i manilles              | Dos (o torre)       | 9              | Normal           | Minyons de Terrassa               | 1993/11/21, Diada dels Minyons                             | Plaça Vella, Terrassa                    | Colla Vella dels Xiquets de Valls | 1994/10/23, Diada de Santa Úrsula, Valls                   | Plaça del Blat, Valls                    | 2 de 9 amb folre i manilles dels Minyons de Terrassa (setembre de 1994)                                                                         |
| Pilar de 8 amb folre i manilles          | Pilar               | 8              | Normal           | Castellers de Vilafranca          | 1995/08/31, Diada de Sant Ramon                            | Plaça de la Vila, Vilafranca del Penedès | Castellers de Vilafranca          | 1997/09/28, Diada de Sant Miquel                           | Plaça de la Vila, Vilafranca del Penedès | Pilar de 8 amb folre i manilles dels Castellers de Vilafranca (28 de setembre del 1997)                                                         |
| 7 de 9 amb folre                         | Set                 | 9              | Normal           | Castellers de Vilafranca          | 2012/01/11, Diada de Tots Sants                            | Plaça de la Vila, Vilafranca del Penedès | Castellers de Vilafranca          | 2012/01/11, Diada de Tots Sants                            | Plaça de la Vila, Vilafranca del Penedès | 7 de 9 amb folre dels Castellers de Vilafranca (1 de novembre del 2012)                                                                         |
| 5 de 9 amb folre                         | Cinc                | 9              | Normal           | Minyons de Terrassa               | 1995/09/24, Diada de la Mercè                              | Plaça de Sant Jaume, Barcelona           | Colla Vella dels Xiquets de Valls | 1996/10/27, Diada de Santa Úrsula                          | Plaça del Blat, Valls                    | Intent de 5 de 9 amb folre de la Jove de Tarragona en el Concurs de Castells del 2012                                                           |
| 4 de 9 amb folre i agulla                | Quatre amb l'agulla | 9              | Normal           | Castellers de Vilafranca          | 1995/11/01, Diada de Tots Sants                            | Plaça de la Vila, Vilafranca del Penedès | Castellers de Vilafranca          | 1996/11/01, Diada de Tots Sants                            | Plaça de la Vila, Vilafranca del Penedès | 4 de 9 amb folre i agulla dels Castellers de Vilafranca al Concurs de Castells del 2008                                                         |
| 3 de 9 amb folre i agulla                | Tres amb l'agulla   | 9              | Normal           | Minyons de Terrassa               | 2008/11/16, Diada dels Minyons                             | Raval de Montserrat, Terrassa            | Castellers de Vilafranca          | 2009/08/31, Diada de Sant Ramon                            | Plaça de la Vila, Vilafranca del Penedès | 3 de 9 amb folre i agulla descarregat pels Castellers de Vilafranca a la Diada de Sant Fèlix 2019                                               |
| 4 de 9 sense folre                       | Quatre              | 9              | Normal           | Minyons de Terrassa               | 1998/10/25, Diada de Sant Narcís                           | Plaça del Vi, Girona                     | Minyons de Terrassa               | 1998/10/25, Diada de Sant Narcís                           | Plaça del Vi, Girona                     | 4 de 9 sense folre dels Minyons de Terrassa (25 d'octubre de 1998)                                                                              |
| 2 de 8 sense folre                       | Dos (o torre)       | 8              | Normal           | Castellers de Vilafranca          | 1999/11/01, Diada de Tots Sants                            | Plaça de la Vila, Vilafranca del Penedès | Castellers de Vilafranca          | 2010/11/01, Diada de Tots Sants                            | Plaça de la Vila, Vilafranca del Penedès | 2 de 8 sense folre dels Castellers de Terrassa (1 de novembre de 1999)                                                                          |
| 3 de 10 amb folre i manilles             | Tres                | 10             | Normal           | Castellers de Vilafranca          | 1998/11/15, Diada de la Colla                              | Plaça de la Vila, Vilafranca del Penedès | Minyons de Terrassa               | 1998-11-22, Diada del Minyons                              | Plaça Vella, Terrassa                    | 3 de 10 dels Castellers de Vilafranca (15 de novembre de 1998)                                                                                  |
| 4 de 10 amb folre i manilles             | Quatre              | 10             | Normal           | Minyons de Terrassa               | 2015/11/22, Diada dels Minyons                             | Plaça Vella, Terrassa                    | Minyons de Terrassa               | 2015/11/22, Diada dels Minyons                             | Plaça Vella, Terrassa                    | 4 de 10 amb folre i manilles dels Minyons de Terrassa (22 de novembre de 2015)                                                                  |
| 9 de 9 amb folre                         | Nou                 | 9              | Normal           | Castellers de Vilafranca          | 2023/11/01, Diada de Tots Sants                            | Plaça de la Vila, Vilafranca del Penedès | -                                 | -                                                          | -                                        | 9 de 9 amb folre dels Castellers de Vilafranca (1 de novembre de 2023)                                                                          |
| 2 de 9 amb folre                         | Dos (o torre)       | 9              | Normal           | Castellers de Vilafranca          | 2005/08/30, Diada de Sant Fèlix                            | Plaça de la Vila, Vilafranca del Penedès | -                                 | -                                                          | -                                        | 2 de 9 amb folre dels Castellers de Vilafranca (30 d'agost de 2005)                                                                             |
| Pilar de 9 amb folre, manilles i puntals | Pilar               | 9              | Normal           | Castellers de Vilafranca          | 2022/11/01, Diada de Tots Sants                            | Plaça de la Vila, Vilafranca del Penedès | -                                 | -                                                          | -                                        | Intent de pilar de 9 amb folre, manilles i puntals dels Castellers de Vilafranca (1 de novembre de 2002)                                        |
| 3 de 9 sense folre                       | Tres                | 9              | Normal           | Colla Vella dels Xiquets de Valls | 2019/10/27, Diada de Santa Úrsula                          | Plaça del Blat, Valls                    | -                                 | -                                                          | -                                        | Intent de 3 de 9 sense folre fet per la Colla Joves Xiquets de Valls a la Diada de Ssnt Fèlix 2019                                              |